# Platja dels Pinets
La platja dels Pinets, antigament anomenada platja de la Fàbrica, és una petita platja urbana del municipi de l'Ampolla (Baix Ebre), situada davant del nucli urbà dels Pinets, entre la platja de l'Arquitecte, a llevant, i el barranc de Sant Pere, a ponent. Té una longitud de 49 metres i una amplada mitjana de 14 metres, formada per còdols. Està rodejada de grans roques que asseguren el desnivell que hi ha amb el passeig marítim. S'hi accedeix per unes escales des del passeig marítim.

## Etimologia
El nom de la Fàbrica fa referència a un antic molí d'oli construït a mitjans del segle XIX, que era anomenat així. Els camps al voltant de la platja estaven plantats d'oliveres fins als anys 1940. A la platja hi havia una caseta de bany, per a canviar-se la roba, que tenia un dipòsit d'aigua de pluja per treure's la sal després del bany.
El nom dels Pinets prové de la pineda que encara hi ha darrera la platja.